# Kolonia Cieksyn
Kolonia Cieksyn – kolonia wsi Cieksyn położona  w Polsce, w województwie mazowieckim, w powiecie nowodworskim, w gminie Nasielsk.
W latach 1975–1998 miejscowość administracyjnie należała do województwa ciechanowskiego.